# Edsbro-Ununge församling
Edsbro-Ununge församling är en församling i Roslagens västra pastorat i Upplands södra kontrakt i Uppsala stift. Församlingen ligger i Norrtälje kommun i Stockholms län.

## Administrativ historik
Församlingen bildades 2010 genom sammanslagning av Edsbro församling och Ununge församling ingående i Söderbykarls pastorat.  Från 2018 ingår församlingen i Roslagens västra pastorat.

## Kyrkor
- Edsbro kyrka
- Ununge kyrka